# Stille Omgang

Uma pintura com nove painéis contando a história do milagre

A stille omgang ("Caminhada silenciosa" ou circumambulação) é um ritual informal que serviu como substituto para as procissões católicas romanas que foram proibidas após a Reforma na Holanda no século XVI. Mais conhecido é o Stille Omgang de Amsterdam, que ainda é apresentado todos os anos em março.
Este passeio comemora o Milagre da Hóstia de 16 de março de 1345, um milagre eucarístico que envolveu um vômito de um moribundo ao receber o Santíssimo Sacramento e os últimos ritos. A Hóstia foi então, devido aos regulamentos litúrgicos, colocada no fogo, mas milagrosamente permaneceu intacta e pôde ser retirada das cinzas no dia seguinte. Este milagre foi rapidamente reconhecido pelo município de Amsterdã e pelo bispo de Utrecht, e uma grande capela de peregrinação, a Heilige Stede ("Local Sagrado") foi construída onde a casa estava, e a Heiligeweg ("Caminho Sagrado") como o principal rota de peregrinação para ele.

O Stille Omgang caiu de uma prática individual desde o século XVII, mas foi revivido em uma forma coletiva em 1881, imitando assim a procissão medieval para o Milagre. Durante a década de 1950, cerca de 90.000 católicos, de toda a Holanda, caminharam a Caminhada Silenciosa, atualmente cerca de 5.000 pessoas (2016) participam dela, após a Missa em uma das igrejas de Amsterdã. A Caminhada ocorre sempre na noite de sábado para domingo após o início do Mirakelfeest, que é na primeira quarta-feira após 12 de março.